# شعيرية تشونغتشينغ

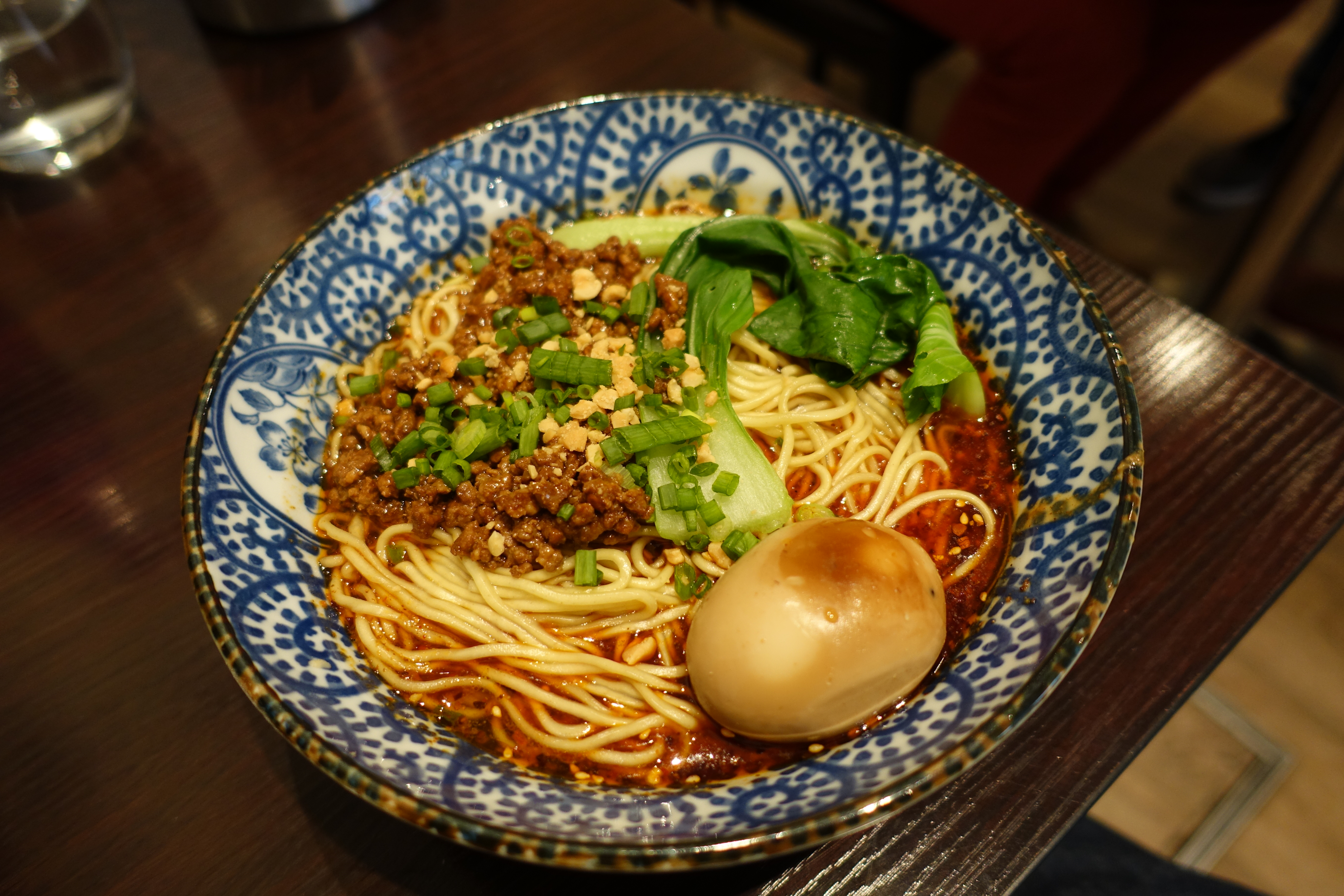
نودلز تشونغتشينغ مضاف إليها بيض الشاي في مطعم في باريس

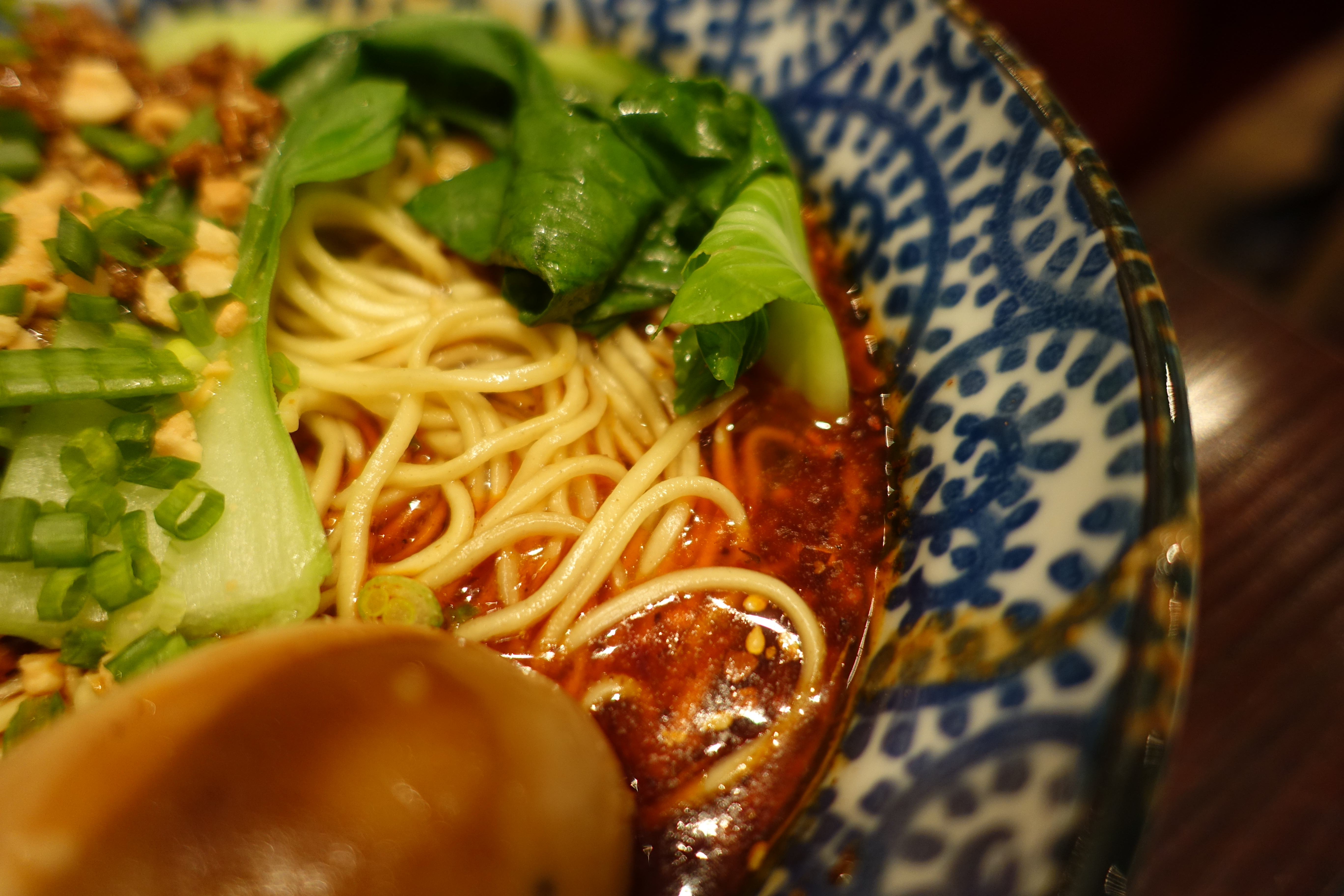
منظر عن قرب لنودلز تشونغتشينغ في مطعم في باريس

شعيرية تشونغتشينغ (بالصينية: 重慶 小 麵)، بينيين: Chóngqìng xiǎomiàn) مصطلح يشير إلى مجموعة متنوعة من أطباق المعكرونة الحارة التي نشأت وتوجد في تشونغتشينغ، الصين، ويشار إليها باسم المعكرونة الصغيرة في اللغة الإنجليزية.